# Jeroen Aalbers
Jeroen Aalbers (Numansdorp, 26 september 1982) is een Nederlandse schrijver, columnist en muzikant uit Rotterdam. Voor zijn muzikale activiteiten en zijn literaire werk gebruikt hij het alias Jerry Hormone.

## Loopbaan
In 1999 richtte Jeroen Aalbers punkrockband The Ragin' Hormones op en nam hiervoor het alias Jerry Hormone aan. In 2000 trad Aalbers als gitarist toe tot punkrockband The Apers. Met The Apers nam hij drie albums op, speelde op grote festivals als Lowlands en Paaspop en toerde meermaals door Europa en de Verenigde Staten. In 2005 verliet Aalbers de band.
In 2005 werd hij, hoewel hij nog geen ervaring had op dit vlak, door een vriend gevraagd een proeftekst in te leveren voor een nieuw te starten reeks kinderboeken. Aalbers nam de opdracht aan en schreef in één nacht het verhaal Poespoes de lampenkapkat, over een kat met een anti-krabkraag om. De tekst werd goedgekeurd en Aalbers werd gevraagd de vaste schrijver te worden van de serie Borre, waarvoor hij samenwerkte met illustrator Stefan Tijs. Sindsdien schreef hij meer dan 100 verhalen over Borre, waarvan de eerste op kleuterniveau waren en het niveau opliep tot bovenbouwniveau. De Borre-boekjes maken deel uit van de Gestreepte Reeks. Deze boekjes worden in abonnementsvorm aangeboden aan basisschoolleerlingen. Het eerste deel van de serie wordt jaarlijks in een oplage van 500 duizend exemplaren gratis verspreid over alle scholen. De overige boekjes worden in verspreid in een oplage van zo'n 14 duizend stuks per boekje. Op dit moment is de serie compleet voor alle groepen van de basisschool.
Naast het schrijven speelde en speelt Aalbers in groepen als The Quotes, Anne Frank Zappa (met Elle Bandita), The Jerry Hormone Ego Trip, The Windowsill en The Rubber Hearts (de laatste twee beiden met andere (ex-)leden van The Apers).
In 2011 richtte Aalbers, samen met zijn toenmalige vriendin Elfie Tromp, geïllustreerd literair tijdschrift Strak op, waarin onder andere werk van Henk van Straten, Daan Doesborgh, Hanneke Hendrix, Han Hoogerbrugge en Theo Wesselo verscheen.
Naast zijn schrijf- en muziekcarrière, studeerde Aalbers van 2007 tot 2013 Nederlands aan de Universiteit Leiden. Hij voltooide de bacheloropleiding.
In februari 2016 verscheen onder het alterego Jerry Hormone Aalbers' eerste boek voor volwassenen, de verhalenbundel Het is maar bloed. In augustus 2016 nam Aalbers deel aan de televisiequiz De Slimste Mens.
Sinds maart 2017 is Aalbers onder het pseudoniem "Jerry Hormone" columnist bij Nieuwe Revu.

## Privé
Aalbers woont in Rotterdam en had gedurende zeven jaar een relatie met schrijfster en columniste Elfie Tromp.

### Kinderboeken
Aalbers heeft 101 boeken geschreven voor kinderboekenserie De Gestreepte Boekjes. Het merendeel handelt over Borre.

### Volwassenboeken
- 2016: Het is maar bloed, (onder het pseudoniem Jerry Hormone; uitgeverij Atlas Contact)

## Discografie

### Met The Ragin' Hormones
- Oh So Sick’nin’ Puke Rock ‘n’ Roll (2000; op Stardumb Records)
- Running from Love (2001; splitalbum met Toys That Kill op Stardumb Records)

### MetThe Apers
- Eyes Open Wide (2001; single op Stardumb Records)
- The Apers (2001; op Stardumb Records)
- The Buzz Electric (2003; op Stardumb Records)
- The Wild and Savage Apers (2004; verzamelalbum op Stardumb Records)
- Skies Are Turning Blue (2005; op Stardumb Records)

### Met The Quotes
- Mass Produced (2006; single op Stardumb Records)
- The Quotes (2007; op My First Sonny Weissmuller Recordings)
- She Got Me (2007; splitalbum met Doug Stanhope op Stardumb Records)

### MetKepi Ghoulie
- The Lives and Loves of Kepi Ghoulie & Jerry Hormone (2008; op Stardumb Records)
- 50 (2010; verzamelalbum op Stardumb Records)

### MetAnne Frank Zappa
- AFZ (2010; op Stardumb Records)

### MetThe Windowsill
- 50 (2010; verzamelalbum op Stardumb Records)
- The Windowsill (2011; op Stardumb Records en Monster Zero)
- Mooster Mania II (2012; verzamelalbum op Mooster Records)
- zonder titel (2013; splitalbum met The Real Danger op Shield Recordings)
- Say Cheese! #2 (2013; verzamelalbum op North Empire)
- zonder titel (2013; splitalbum met The Murderburgers op Make Believe Records)
- Showboating (2014; op Shield Recordings en Monster Zero)
- zonder titel (2014; splitalbum met The New Rochelles op Swamp Cabbage Records en Lost Youth Records)
- Reconsider Fisto (2015; splitalbum met DeeCracks op Shield Recordings)
- MYOKoM (2017; op Shield Recordings)

### Met The Jerry Hormone Ego Trip
- Dood! Dood! Dood! (2016; digitale single op Excelsior Recordings)
- Josefien (2016; digitale single op Excelsior Recordings)
- Stout! Stout! Stout! (2016; op Excelsior Recordings)
- Is dat nou je vriend? (2017; digitale single op Excelsior Recordings)
- Kaketoekan (2017; digitale single op Excelsior Recordings)
- Mannentranen (2018; digitale single op Excelsior Recordings)
- Jezus Leeft (2018; digitale single op Excelsior Recordings)
- Alles Kan Kapot (2019; digitale Single op Excelsior Recordings)
- The Jerry Hormone Ego Trip swingt de pan uit! (2019, op Excelsior Recordings)

- International Standard Name Identifier: 0000 0003 6883 1188
- MusicBrainz: bf66a2d0-9980-47f7-b5db-8eb01882faf6
- Nederlandse Thesaurus van Auteursnamen: 297323539
- Virtual International Authority File: 280909710
- WorldCat: E39PBJx4rX7KpVfdHJRyk9Btrq